# کسین (مکلنبورگ-فورپومرن)
کسین (به آلمانی: Kessin) یک منطقهٔ مسکونی در آلمان است که در دومرشتورف واقع شده‌است. کسین ۱٬۴۹۴ نفر جمعیت دارد.